# Jerzy Pruski
Jerzy Marek Pruski (ur. 15 marca 1959 w Pabianicach) – polski ekonomista, członek Rady Polityki Pieniężnej (1998–2004), w latach 2004–2008 wiceprezes Narodowego Banku Polskiego, w latach 2010–2015 doradca prezydenta RP ds. ekonomicznych i jego przedstawiciel w Komisji Nadzoru Finansowego.

## Życiorys
Ukończył studia na Uniwersytecie Łódzkim. W 1989 pod kierunkiem Marka Belki uzyskał stopień doktora nauk ekonomicznych. Specjalizuje się w zakresie makroekonomii, teorii polityki makroekonomicznej, finansów i bankowości. Od 1983 był zawodowo związany z Katedrą Ekonomii UŁ. Odbywał staże naukowe na Uniwersytetach w Oslo w Norwegii i w Windsor w Kanadzie.
W latach 1991–1998 pracował w banku LG Petrobank, m.in. jako członek zarządu i wiceprezes. W latach 1998–2004 zasiadał w Radzie Polityki Pieniężnej I kadencji. Od marca 2004 do stycznia 2008 pełnił funkcję pierwszego zastępcy prezesa NBP. W kwietniu 2008 został powołany na stanowisko prezesa zarządu PKO BP. Odwołano go w lipcu 2009. We wrześniu tego samego roku został prezesem Bankowego Funduszu Gwarancyjnego, funkcję tę pełniąc do kwietnia 2016. 30 sierpnia 2010 objął funkcję przedstawiciela prezydenta RP Bronisława Komorowskiego w Komisji Nadzoru Finansowego, 12 października 2010 doradcy społecznego, a 10 marca 2014 doradcy etatowego prezydenta RP ds. ekonomicznych. Pełnił tę funkcję do 5 sierpnia 2015. W 2016 został wiceprzewodniczącym Towarzystwa Ekonomistów Polskich i ekspertem zewnętrznym Banku Światowego, a w 2017 członkiem zarządu Getin Noble Banku.
Od listopada 2018 był prezesem zarządu banku Idea Bank. Zarząd spółki został w styczniu 2021 rozwiązany w wyniku przymusowej restrukturyzacji banku dokonanej przez Bankowy Fundusz Gwarancyjny.

## Odznaczenia
- Krzyż Kawalerski Orderu Odrodzenia Polski (2015)[8]
- Odznaka honorowa „Za zasługi dla bankowości Rzeczypospolitej Polskiej” (2003)[9]